# Begum Academy
Vous pouvez aider à l'améliorer ou bien discuter des problèmes sur sa page de discussion.
- Certaines informations devraient être mieux reliées aux sources mentionnées dans la bibliographie ou les liens externes. Améliorez sa vérifiabilité en les associant par des références. (Marqué depuis avril 2025)
- Son texte doit être wikifié : il ne correspond pas à la mise en forme Wikipédia (style, typographie, liens internes, liens entre les wikis, etc.). (Marqué depuis avril 2025)
- Son introduction est soit absente, soit non conforme aux conventions de Wikipédia. (Marqué depuis avril 2025)

Begum Academy est une plateforme numérique éducative gratuite, lancée le 21 novembre 2023 à Paris. Elle est destinée aux filles afghanes n’ayant pas accès à l’éducation.
La plateforme propose des cours en ligne couvrant l’intégralité du programme scolaire afghan, du collège au lycée, conformément aux manuels officiels. Les cours sont dispensés sous forme de vidéos, en langues dari et pachto, et organisés chapitre par chapitre.
Conçue pour être accessible à un public disposant d’une familiarité limitée avec les outils numériques, la plateforme bénéficie d’une interface simplifiée et d’un design adaptatif (responsive design), compatible avec les smartphones, tablettes et ordinateurs. Elle inclut également une messagerie en ligne permettant aux élèves et à leurs parents de poser des questions à une équipe d’enseignantes.
Projet à vocation humanitaire, Begum Academy est entièrement gratuit. L’ensemble des contenus vidéo est également disponible librement sur deux chaînes YouTube distinctes, en dari et en pachto.

## Origines
La Begum Academy est un projet développé par la Begum Organization for Women (BOW), une organisation non gouvernementale franco-afghane fondée à Kaboul en décembre 2020 par un collectif de journalistes et d’activistes afghanes. L’objectif principal de cette ONG est de promouvoir la défense des droits des femmes, leur éducation et leur autonomisation. Le premier projet mené par BOW a été la création de Radio Begum. 
Face à la détérioration de la situation des femmes et des filles en Afghanistan, l’organisation a entrepris un projet d’envergure consistant à adapter l’ensemble du programme scolaire afghan en format vidéo. Cette initiative vise à encourager les collégiennes et lycéennes exclues du système éducatif à renouer avec l’apprentissage.
Durant plusieurs mois, les équipes de BOW ont mobilisé, entre Paris et Kaboul, des enseignants et des professionnels de la production audiovisuelle pour créer plus de 8000 vidéos pédagogiques, d’environ 15 minutes chacune. Ces vidéos s’appuient largement sur l’infographie pour renforcer leur dimension didactique. L’Afghanistan comptant environ 9 millions d’utilisateurs d’Internet, le projet vise à exploiter ce potentiel en combinant les supports radio et numérique afin d’atteindre un public aussi large que possible.
La communication autour de la plateforme se fait de manière discrète, principalement via les réseaux sociaux, afin de ne pas attirer l’attention des autorités et de préserver la sécurité du programme. Depuis le lancement de la Begum Academy, l’initiative a suscité un accueil favorable. En moins d’une semaine, près de 2000 étudiantes se sont inscrites sur la plateforme. Le service de messagerie intégré reçoit quotidiennement plus de 150 messages, incluant des témoignages de soutien, des demandes d’assistance technique ou des questions relatives à la reconnaissance des formations, notamment la délivrance d’un éventuel diplôme de fin d’année.
Les messages adressés à l’équipe révèlent fréquemment l’angoisse et les difficultés rencontrées par les élèves et leurs familles face aux restrictions imposées à l’éducation des jeunes femmes en Afghanistan.

## Application Begum Academy
Le 22 mars 2025 a marqué le début de l’année scolaire en Afghanistan, pour la troisième année consécutive sans accès à l’éducation pour les filles au-delà de la sixième année. En réponse à cette situation, la Begum Academy continue de proposer un enseignement gratuit en ligne, avec des milliers d’élèves déjà inscrites sur sa plateforme. Dans le but d’élargir l’accessibilité à ses ressources, l’organisation a développé une application mobile dédiée.

### Objectifs de l'application mobile
L’objectif principal de cette application est de répondre aux limitations d’accès à Internet rencontrées par de nombreux utilisateurs. Pour pallier ce problème, l’application propose un mode hors ligne, avec le téléchargement automatique de deux vidéos par matière. Elle vise également à simplifier l’organisation des examens, à permettre la délivrance de certificats, et à renforcer l'engagement des élèves à travers des mécanismes de ludification (gamification).

### Public cible
L'application s'adresse principalement aux élèves de la 7e à la 12e année. Du contenu pédagogique destiné aux classes de la 1re à la 6e année sera ajouté ultérieurement. Des formations professionnelles seront également intégrées. Une fonction de suivi des progrès permettra aux parents de jouer un rôle actif dans l’apprentissage de leurs enfants.

### Partenariats et opportunités supplémentaires
Un certificat délivré par la Begum Academy pourrait permettre aux élèves d'accéder à certains programmes de l’Université Américaine d’Afghanistan, qui sélectionne les meilleures candidates. Par ailleurs, l'application donne accès à des cours d’anglais gratuits fournis par l’Université d’État de l’Arizona, assortis d’un certificat officiel.

## Synergies avecBegum TV
La Begum Academy poursuit sa mission de soutien à l’éducation des jeunes en Afghanistan à travers plusieurs canaux numériques et médiatiques : son application mobile, son site internet et Begum TV.
Cette dernière, une chaîne de télévision diffusée par satellite, complète les outils déjà mis en place en assurant une diffusion élargie de contenus éducatifs. Alignée avec les valeurs et objectifs de l’académie, Begum TV propose à la fois des cours scolaires, des programmes éducatifs à visée ludique et des émissions consacrées à la santé mentale, répondant à un besoin croissant dans le contexte actuel.

## Financements
La Begum Academy bénéficie d’un financement provenant notamment du Malala Fund, une organisation internationale à but non lucratif fondée par Malala Yousafzai. Cette fondation œuvre en faveur de l’accès à l’éducation pour les filles à travers le monde.